# San Jacinto (Guatemala)
San Jacinto è un comune del Guatemala facente parte del dipartimento di Chiquimula.